# 32405 Jameshill
32405 Jameshill este o planetă minoră (asteroid), cu un diametru de 2,704 km, din centura de asteroizi. A fost descoperită pe 1 septembrie 2000 la Experimental Test Site⁠(d) de Lincoln Near-Earth Asteroid Research. 
Obiectul prezintă o orbită caracterizată de o semiaxă mare de 2,3899648 UAi, o excentricitate de 0,09, o înclinație de 6,86917 ° în raport cu ecliptica.